# George Mathers (1er baron Mathers)
Pour les articles homonymes, voir Mathers.
George Mathers, né le 28 février 1886 et mort le 26 septembre 1965, est un syndicaliste écossais et un homme politique du parti travailliste. Il est contrôleur de la maison de 1944 à 1945 dans le gouvernement de coalition de Winston Churchill et trésorier de la maison (whip en chef adjoint) de 1945 à 1946 dans l'administration travailliste d'après-guerre de Clement Attlee.

## Jeunesse
Mathers est né à Newtown St Boswells, Roxburghshire, le fils de George Mathers, juge de paix, et Annie, fille de James Barclay. Il fait ses études à la Newtown St Boswells School .
À partir de 1899, Mathers est commis au North British Railway. Il est actif dans le mouvement syndical et ouvrier à partir de 1908, devenant président du Carlisle Trades Council and Labour Party de 1917 à 1920. Il est élu membre du conseil municipal de Carlisle en 1919, avant d'être transféré à Édimbourg en 1921.

## Carrière politique
Mathers est président du Parti travailliste indépendant central d'Édimbourg et président de la section d'Édimbourg de l'Association écossaise pour la règle de la maison. Il se présente sans succès à Edinburgh West en 1923 et 1924 avant d'être élu comme député pour le siège en 1929. Il perd son siège en 1931 mais est réélu pour Linlithgowshire en 1935. Il continue à occuper le siège (rebaptisé West Lothian en 1950) jusqu'à ce qu'il se retire aux élections générales de 1951.
Mathers est Secrétaire parlementaire privé (PPS) du Sous-secrétaire d'État à l'Inde à partir de juillet 1929, et transféré au même poste avec le sous-secrétaire d'État pour les colonies en novembre de cette année (Drummond Shiels occupait les deux postes). De 1935 à 1945, il est un whip travailliste écossais. Il entre au gouvernement sous Winston Churchill comme contrôleur de la maison en octobre 1944, poste qu'il occupe jusqu'à la dissolution du gouvernement de coalition en mai 1945. Lorsque le parti travailliste arrive au pouvoir sous Clement Attlee en juillet 1945, il est nommé trésorier de la maison (whip en chef adjoint), et le reste jusqu'en avril de l'année suivante. Il est admis au Conseil privé en 1947 et élevé à la pairie comme baron Mathers, de Newtown St Boswells dans le comté de Roxburgh, le 30 janvier 1952, en reconnaissance de ses "services politiques et publics". C'est la dernière pairie héréditaire créée sur la recommandation d'un Premier ministre travailliste.
Mathers est également Lord Haut Commissaire à l'Assemblée générale de l'Église d'Écosse en 1946, 1947, 1948 et 1951, et est nommé lieutenant adjoint d'Édimbourg en 1946. En 1956, il est nommé chevalier du chardon.

## Vie privée
Lord Mathers épouse Edith Mary, fille de William Robinson, en 1916. Après sa mort en juin 1938, il épouse en secondes noces Jessie, fille de George Graham, en 1940. Il meurt en septembre 1965, à l'âge de 79 ans, et la baronnie s'éteint .